# Cynara humilis
Espèce
 de
Cynara humilis, dénommé wild thistle, est une espèce de plantes à fleurs de la famille des Asteraceae. Cette espèce est du même genre que l'artichaut et le cardon Cynara. Il est originaire des îles Canaries, du Maroc, de l'Algérie, du Portugal et de l'Espagne.

## Utilisation
Il est utilisé localement comme coagulant dans la fabrication artisanale de fromages de brebis et de chèvre.

## Systématique
Le nom correct complet (avec auteur) de ce taxon est Cynara humilis L..
Cynara humilis a pour synonymes :
- Bourgaea humilis var. cyanea Coss.
- Bourgaea humilis var. humilis
- Bourgaea humilis var. leucantha Coss.
- Bourgaea humilis (L.) Coss.
- Cynara humilis var. humilis
- Cynara humilis var. lacinulata Brot.
- Cynara humilis var. leucantha (Coss.) Cout.
- Cynara humilis var. leucantha (Coss.) Maire
- Cynara humilis var. leucantha (Coss.) Pérez Lara
- Cynara humilis var. reflexa Batt.
- Cynara humilis var. reflexa Batt. ex Jahand. & Maire
- Cynara humilis var. typica Maire
- Cynara humilis var. walliana Maire